# 豪特萬
豪特萬（匈牙利語：hatvan）是匈牙利的城鎮，位於該國北部，距離首都布達佩斯約60公里，由赫維什州負責管轄，面積80.66平方公里，海拔度119米，2011年人口20,332，其中大部分居民信奉天主教。
豪特萬一詞在匈牙利語中有數字60的意思。常有都市傳說指因為豪特萬距離布達佩斯60公里，因而得名。但實際上這個名字在中世紀的文獻已有記載，而匈牙利度量衡改為米制是晚至1876年的事，而且豪特萬距離布達佩斯其實僅55公里左右。

## 友好城市
- 乌克兰贝雷霍韦
- 波蘭亚罗钦
- 羅馬尼亞特尔古-塞奎斯
- 芬兰科科拉
- 荷蘭马斯劳斯
- 義大利佩萨河谷塔瓦内莱